# Ürmösi Kálmán
Ürmösi Kálmán (Korond, 1847 – Kolozsvár, 1923) unitárius lelkész, Ürmösi József édesapja.

## Élete
Tanulmányait Kolozsváron végezte, ahol 1871-ben segédpap lett. Ezután 1872-től Tarcsafalván, 1878-tól Alsósiménfalván, 1882-től Szentgericén volt lelkész. 1912-ben lett esperes a marosi egyházmegyénél, azonban 1913-ban lemondott állásáról, majd 1914-ben lelkészi pályáját is befejezte és nyugalomba vonult. Ezután Kolozsvárra tette át lakhelyét. A Keresztény Magvetőnek és az Unitárius Közlönynek rendes munkatársa volt.

## Nagyobb művei
- Beköszöntő prédikáció Alsósiménfalván. (Székelyudvarhely, 1878.)
- Fenntartható-e a nyári tanítás jelenlegi alakjában? (Ker. Magvető, 1887.)
- A vallástanítás reformja a nép- és vasárnapi iskolákban. (Kolozsvár, 1887.)
- Téves nézetek az unitárismus felől és vádak az unitáriusok ellen. (Uo. 1890.)
- A szentgericei unit. eklézsia (Ker. Magvető, 1894.).
- Kelemen Albert (Uo. 1912.)